# 菊池武士
菊池 武士（きくち たけひと）は鎌倉時代末期から室町時代前期にかけての武将。菊池氏の第14代当主。菊池武時の十二男。

## 生涯
延元3年/暦応元年（1338年）に当主であった兄武重の死後、嫡出の子であったためか、兄達を差し置いて当主となった。しかし武士は父や兄と較べると柔弱で、当主としての才覚に乏しく、兄の武茂や武敏らの補佐を得て、かろうじて菊池氏の勢力を支えているという有様であった。1343年には大友氏の侵攻を受け、その後も各地の諸勢力から攻撃を受けたため、武士の統治に不満を抱いた十兄の武光によって当主の地位を廃され、追放の憂き目にあうこととなる。その後、30歳の時出家して仏門に入り、応永8年（1401年）3月25日に80歳前後で死去。八代市教育委員会によると没年齢は91歳とされている。